# بيني (أبروتسو)
بيني (بالإيطالية: Penne)‏ هي بلدية في مقاطعة بسكارا في إقليم أبروتسو الإيطالي.

## السكان
في سنة 1861 بلغ عدد السكان 9٬888 نسمة، وتطور العدد ليصل في سنة 2011 لـ 12٬717 نسمة.
يظهر هذا المخطط البياني تطور النمو السكاني لـ بيني (أبروتسو)